# Pogonocherus cedri
Pogonocherus cedri är en skalbaggsart som beskrevs av Henri de Peyerimhoff 1916. Pogonocherus cedri ingår i släktet Pogonocherus och familjen långhorningar. Inga underarter finns listade i Catalogue of Life.